# Cocaïne (film, 1984)
Pour les articles homonymes, voir Cocaïne (homonymie).
Pour plus de détails, voir Fiche technique et Distribution.
Cocaïne (Mixed Blood) est une comédie noire franco-américaine réalisée par Paul Morrissey et sortie en 1984.

## Synopsis
Rita La Punta (Marília Pêra) dirige une bande de jeunes délinquants brésiliens qui tentent de prendre le contrôle du commerce illégal de la drogue dans le Lower East Side de New York, au détriment d'un gang portoricain.

## Fiche technique
- Titre français : Cocaïne[2]
- Titre original anglais : Mixed Blood
- Réalisation : Paul Morrissey
- Scénario : Alan Bowne (en), Paul Morrissey
- Photographie : Stefan Zapasnik
- Montage : Scott Vickrey
- Musique : Coati Mundi (en)
- Société de production : Sara Films, Set Satellite, Cinevista
- Pays de production :  États-Unis -  France
- Langue originale : anglais américain
- Format : couleurs - 1,85:1 - Son mono
- Durée : 98 minutes
- Genre : comédie noire
- Dates de sortie :
  - Canada : 11 septembre 1984 (Festival du film de Toronto)
  - États-Unis : octobre 1984 (Festival du film de Chicago)
  - France : 19 juin 1985

## Distribution
- Marília Pêra : Rita La Punta
- Linda Kerridge : Carol
- William Rodriguez : Carlos
- Álvaro Rodriguez : Herman
- Edwina Ebron : prostituée
- Eduardo González : Jajo
- Rodney Harvey : José
- Angel David : Juan la balle
- Andres Castillo : Macetero
- Peter Cruz : Macetero
- Richard Garcia : Macetero
- Steven Garcia : Pedro
- Ulrich Berr : L'Allemand
- Richard Ulacia : Thiago
- Geraldine Smith : Toni
- John Leguizamo : Macetero

## Accueil critique
Le film a reçu des critiques globalement positives.
« Paul Morrissey continues to be a cinema original and his Mixed Blood, a most unorthodox look at life in the drug trade on New York's Lower East Side, is successively comic, brutal, primitive and sophisticated—a comedy with the manners of a live-action cartoon for jaded adults »
— Vincent Canby

« Paul Morrissey reste un original du cinéma et son Cocaïne, un regard très peu orthodoxe sur la vie du trafic de drogue dans le Lower East Side de New York, est tour à tour comique, brutal, primitif et sophistiqué - une comédie avec les manières d'un dessin animé pour adultes blasés. »